# Kuwajris Szarki
Kuwajris Szarki (arab. ‏كويرس شرقي‎) – miasto w Syrii, w muhafazie Aleppo. W spisie z 2004 roku liczyło 3129 mieszkańców.
Obok miejscowości znajduje się baza lotnicza, w czasie syryjskiej wojny domowej atakowana przez islamistów.